# Liste des princes de Rostov
Cet article présente la liste des princes de Rostov.
La principauté de Rostov est un démembrement de celle de Vladimir-Souzdal.

## Princes de Rostov
- 1212-1218: Constantin Vladimirski
- 1218-1238: Vassilko de Rostov
- 1238-1277: Boris de Rostov
- 1277-1294: Dimitri de Rostov
- 1294-1307: Konstantin de Rostov
- 1316-1320: Vassili de Rostov
- 1320-1331: Féodor de Rostov
- 1321-1380: André de Rostov

## Sources
- Anthony Stokvis, Manuel d'histoire, de généalogie et de chronologie de tous les États du globe, depuis les temps les plus reculés jusqu'à nos jours, préf. H. F. Wijnman, Réédition Israël, 1966, Chapitre V tableau généalogique n°3 « Généalogie des Rurikides III » p. 338.